# 国際連合安全保障理事会決議43
国際連合安全保障理事会決議43（こくさいれんごうあんぜんほしょうりじかいけつぎ43、英: United Nations Security Council Resolution 43, UNSCR43）は、1948年4月1日に国際連合安全保障理事会で全会一致で採択された決議。パレスチナでの武力行為の停止要請及び休戦のための代表派遣に関するもの。

## 概要
パレスチナにおける暴力と混乱の増長に留意し、同時にパレスチナ・ユダヤ機関（Jewish Agency for Palestine）とアラブ高等委員会（Arab Higher Committee）に対して、安保理が休戦を手配し執行するための代表者を受け入れるよう求めている 。決議はさらに、武装したアラブおよびユダヤ人グループに対し、暴力行為を直ちに停止するよう求めてもいる。

## 詳細
以下はその和訳。
安全保障理事会は、
国際の平和及び安全の維持のための第一の責任の行使において、
1. パレスチナにおける暴力と無秩序の増大に留意し、パレスチナにおいて直ちに停戦を実現することが最も緊急な課題であると考える。

2. パレスチナのアラブ人社会とユダヤ人社会の間の休戦を手配する目的で、パレスチナ・ユダヤ機関およびアラブ高等委員会に対し、安全保障理事会に代表者を派遣するよう要請し、そのような休戦を守れない当事者に課されるであろう重い責任を強調する。
3. パレスチナのアラブ人及びユダヤ人の武装集団に対し、暴力行為を直ちに停止するよう要求する。